# مولاور لاند
مولاور لاند (به آلمانی: Molauer Land) یک شهر در آلمان است که در کرتسشاو واقع شده‌است. مولاور لاند ۱٬۲۰۱ نفر جمعیت دارد.